# Technologičeskij institut I
Technologičeskij institut I (in russo:Технологический институт 1, traslitterazione anglosassone: Tekhnologicheskiy institut 1) è una stazione della Linea Kirovsko-Vyborgskaja, la Linea 1 della Metropolitana di San Pietroburgo. È stata inaugurata il 15 novembre 1955.
Si tratta anche di una stazione di interscambio, con Technologičeskij institut II della Linea 2.